# Округ Критенден (Арканзас)
Округ Критенден (енгл. Crittenden County) је округ у америчкој савезној држави Арканзас. По попису из 2010. године број становника је 50.902. Седиште округа је град Marion.

## Демографија
Према попису становништва из 2010. у округу је живело 50.902 становника, што је 36 (0,1%) становника више него 2000. године.
| Група             | 2000.          | 2010.          |
| Белци             | 25.643 (50,4%) | 23.028 (45,2%) |
| Афроамериканци    | 23.934 (47,1%) | 26.051 (51,2%) |
| Азијати           | 240 (0,5%)     | 301 (0,6%)     |
| Хиспаноамериканци | 720 (1,4%)     | 1.014 (2,0%)   |
| Укупно            | 50.866         | 50.902         |